# Wohnhaus Himmelreich 15
Das Wohnhaus Himmelreich 15 an der Südostecke der Straße, in der niedersächsischen Samtgemeinde Land Hadeln, Gemeinde Otterndorf, im Landkreis Cuxhaven, stammt vom Ende des 19. Jahrhunderts. Aktuell (2024) wird es als Wohn- und Bürohaus (Ephoralbüro der Ev.-luth. Kirchengemeinde Otterndorf) genutzt.
Das Gebäude steht unter Denkmalschutz (siehe auch Liste der Baudenkmale in Otterndorf).

## Geschichte und Beschreibung
Otterndorf war der Hauptort des Landes Hadeln. 1400 erhielt er von Herzog Erich von Sachsen-Lauenburg das Stadtrecht. Die ehemalige Wurtsiedlung Otterndorf liegt um die Kirche herum an den Straßen Johann-Heinrich-Voß-Straße und Himmelreich. Sie besteht als Siedlungskern bereits seit dem Mittelalter. Ihre zumeist Fachwerkbauten aus dem 17. und 18. Jahrhundert sind in der Regel giebelständig und damit größtenteils zum ehemaligen Kirchhof ausgerichtet. Zur Wurtsiedlung gehören auch die Alte Lateinschule Otterndorf und das ehemalige Pfarrhaus der Severikirche (Otterndorf). Der Ort war lange Zeit ein wichtiger Umschlagplatz in Norddeutschland.
Das zweigeschossige traufständige verklinkerte historisierende Gebäude in Backstein mit ziegelgedecktem Satteldach und zumeist segmentbogigen Fenstern wurde 1898 gebaut. Ein nördliches Seitenrisalit in der straßenseitigen Fassade sowie ein Mittelgesims gliedern die Fassade.
Der denkmalgeschützte Straßenraum mit Straßenpflasterung ist ein Bestandteil der Wurtsiedlung.
Das Landesdenkmalamt befand u. a.: „… in späthistoristischen Formen erbaut …“